# Organisation du baccalauréat international
Pour les articles homonymes, voir IBO.
Ne doit pas être confondu avec Option internationale du baccalauréat.
L’Organisation du baccalauréat international ou IBO (en anglais, International Baccalaureate Organization) est un organisme créé en 1968. C’est un leader en éducation internationale qui collabore avec 1 989[Quand ?] établissements répartis dans plus de 125 pays.
Elle offre quatre programmes qui s’adressent à 1 139 000 jeunes[Quand ?] entre 3 et 19 ans :
- Programme primaire (PP)
- Programme d'éducation intermédiaire (PEI)
- Programme du diplôme, appelé communément baccalauréat international (IB)
- Le certificat à orientation professionnelle de l'IB (COPIB)

L’IBO est une fondation sans but lucratif de droit suisse  qui vise le développement de l’élève sur les plans intellectuel et social. Elle veut que l’élève devienne un citoyen du monde engagé.
L’IBO est dirigée par un Conseil de fondation de 17 membres élus (bénévoles, sauf le directeur général) qui représentent les différentes régions desservies par l'organisation.
Les affaires courantes sont gérées par cinq comités :
- le comité d’éducation
- le comité des finances
- le comité de rémunération
- le comité des candidatures
- le comité d'audit

Le siège social se situe à Genève. Des bureaux se trouvent à Bath, Pékin, Buenos Aires, Cardiff, Genève, Bombay, New York, Singapour, Sydney, Tokyo et Vancouver. Le plus grand bureau est le Centre des programmes et de l’évaluation (IBCA) basé à Cardiff.
L’IBO ne gère aucune école. L'organisation travaille avec les écoles qui offrent un de ses programmes. Ce sont les frais que les élèves paient à ces écoles ainsi que les subventions gouvernementales qui assurent le maintien de l’Organisation qui, depuis quelques années, connaît une forte croissance.